# Hillary Ngetich
Pour les articles homonymes, voir Ngetich.
Hillary Cheruiyot Ngetich (né le 15 septembre 1995) est un athlète kényan, spécialiste des courses de demi-fond.

## Biographie
Il remporte la médaille d'argent du 1 500 mètres lors des championnats du monde juniors 2012 de Barcelone, et s'adjuge la médaille de bronze lors de l'édition suivante à Eugene.

## Palmarès
| Date | Compétition                   | Lieu      | Résultat | Épreuve | Performance   |
| ---- | ----------------------------- | --------- | -------- | ------- | ------------- |
| 2012 | Championnats du monde juniors | Barcelone | 2e       | 1 500 m | 3 min 40 s 39 |
| 2014 | Championnats du monde juniors | Eugene    | 3e       | 1 500 m | 3 min 41 s 61 |

## Records
| Épreuve | Performance   | Lieu           | Date            |
| ------- | ------------- | -------------- | --------------- |
| 1 500 m | 3 min 32 s 97 | Heusden-Zolder | 16 juillet 2016 |